# Zevar nejmenší
Zevar nejmenší (Sparganium natans, syn.: Sparganium minimum) je druh jednoděložné rostliny, podle systému APG III patří do čeledi orobincovitých (Typhaceae).

## Popis
Jedná se o vytrvalou bažinnou až vodní rostlinu s oddenkem, kořenící v zemi, dorůstají výšky nejčastěji 10–30 cm. Listy jsou jednoduché, střídavé, přisedlé, uspořádané do 2 řad. Celá lodyha včetně listů většinou plave na hladině, vzpřímené formy nejsou časté. Čepele jsou celistvé, čárkovité, ploché, se souběžnou žilnatinou, jsou asi 2-6, vzácněji až 10 mm široké. Květy jsou ve složených květenstvích, hustých kulovitých hlávkách, hlávky jsou uspořádány do jednoduchého hroznu. Jedná se o jednodomou rostlinu, květy jsou jednopohlavné, oddělené do zvláštních částí květenství, dole jsou hlávky samičí, nahoře samčí. Samičích hlávek bývá nejčastěji 1-3, samčí pouze 1, vzácněji 2 sblížené. Listen od dolní hlávky je kratší než celé květenství (u zevaru úzkolistého je 2-4x delší). Okvětí je šupinovité, volné, v 1-2 přeslenech. Okvětních lístků 3-4, vzácněji 1-6, okvětní lístky jsou na špičce světle hnědé. Samčí květy obsahují 3 tyčinky, vzácněji 1-6 tyčinek (závisí to na poloze květu v květenství). Pyl se šíří pomocí větru. V samičích květech je gyneceum složené nejčastěji z 1 plodolistu, je monomerické. Semeník je svrchní. Plodem je peckovice s 1 peckou nebo oříšek, také záleží na interpretaci.

## Rozšíření ve světě
Zevar nejmenší má cirkumpolární rozšíření, roste v Evropě (v jižní polovině však jen málo), v Asii a v Severní Americe, zde hlavně v Kanadě a na Aljašce. Mapka rozšíření zde: .

## Rozšíření v Česku
V České republice je to velmi vzácný druh, z mnoha lokalit v minulých desetiletích vymizel. Je řazen mezi silně ohrožené rostliny: C2. Najdeme ho nejčastěji v rašelinných tůňkách.